# Geertruid van Rijsen
Geertruid van Rijsen (geboren um 1397 in Deventer; gestorben 23. September 1416 in Diepenveen) war eine niederländische Ordensfrau  im Kloster Diepenveen.

## Leben
Geertruid van Rijsen wurde um 1397 in Deventer geboren. Sie war eine Tochter von Gerrit und Alijt van Rijsen. Mit drei Schwestern stammte sie aus einer wohlhabenden und religiösen Familie in Deventer und trat ebenso wie ihre Schwestern Dymme und Katharina in das Kloster Diepenveen ein, ein Kloster der Devotio Moderna unter der Priorin Salome Sticken. In ihrem Lebenslauf im Schwesternbuch von Diepenveen wurde beschrieben, dass ihre Mutter, während sie noch Novizin im Kloster war, schwer erkrankte und da sie ihre Gelübde noch nicht abgelegt hatte, wurde sie gefragt, ob sie nach Hause kommen wolle, um der Familie zu helfen. Ihr soll das Leben zu Hause so gut gefallen haben, dass sie gedacht habe, wenn Gott ihre Mutter rufen würde, könnte sie selbst vielleicht weiterhin mit ihrem Vater, ihrer Schwester und ihrem Bruder im selben Haus leben. Als es ihrer Mutter jedoch besser ging, kehrte Geertruid van Rijsen nach Diepenveen zurück.
Sie wurde im Alter von 19 Jahren, am 1. Mai als Novizin eingekleidet. Es wird berichtet, fünf Wochen später habe sie begonnen  Blut zu erbrechen und habe deshalb sofort beichten müssen. Mehrere Wochen lang sei sie sehr krank gewesen und „geriet ( so der Bericht)  in einen erbitterten Kampf mit Gott und dem Teufel.“ Es stellte sich nach einiger Zeit heraus, dass sie eine Sünde nicht gebeichtet hatte, dies sei der der Wunsch gewesen, der sie während der Krankheit ihrer Mutter befallen hatte, wieder zu Hause zu leben. Das  sei  ihr vom Teufel und von Christus „vor die Füße geworfen“ worden. Das Schwesternbuch gibt einen angeblich  wörtlichen Bericht über ihren Kampf: ihre Sehnsucht nach Christus, der ihr vorgeworfen habe, ihn verlassen zu wollen, und dem Teufel, der sie an ihre Sünden erinnert habe. Nach zwei Stunden schien sie dem Buch der Schwestern zufolge zum Herrn zugelassen zu werden, und Geertruid starb am 23. September 1416.